# Altlengbach
Altlengbach osztrák mezőváros Alsó-Ausztria St. Pölten-i járásában. 2024 januárjában 3223 lakosa volt. 

## Elhelyezkedése

Altlengbach a Sankt Pölten-i járásban

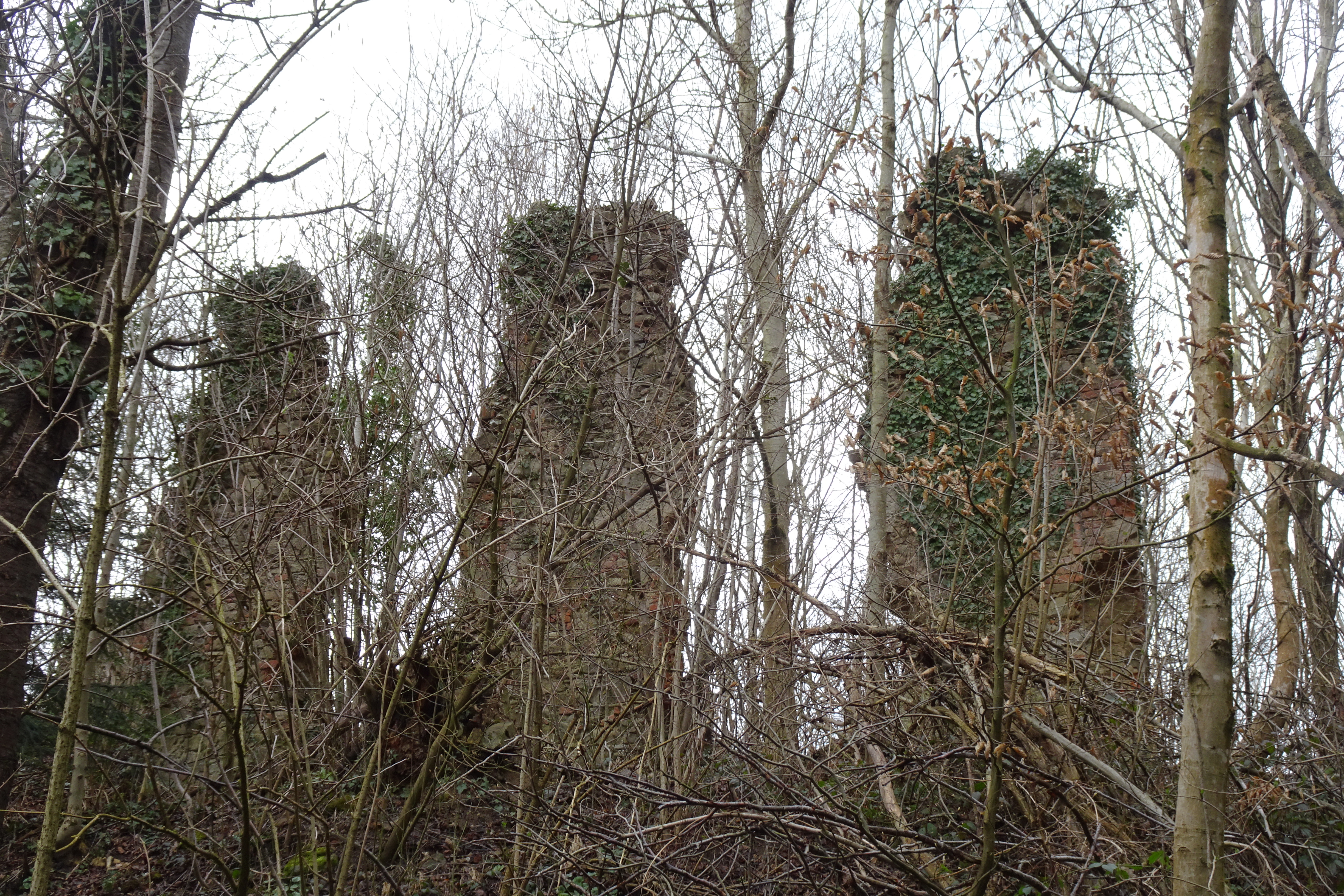
A várrom

Altlengbach a tartomány Mostviertel régiójában fekszik, a Bécsi-erdőben, a Lengbach folyó mentén. Legmagasabb pontja a Hasenriegel (628 m). Területének 49,4%-a erdő, 39,7% áll mezőgazdasági művelés alatt. Az önkormányzat 26 települést egyesít: Altlengbach (1146 lakos 2024-ben), Audorf (49), Außerfurth (116), Gottleitsberg (13), Großenberg (20), Gschaid (71), Haagen (13), Hart (61), Hocheichberg (63), Höfer (10), Innerfurth (60), Kienberg (27), Kleinberg (13), Kogl (22), Leitsberg (119), Lengbachl (201), Linden (79), Maiß (212), Manzing (6), Nest (42), Öd (8), Ödengraben (34), Pamet (4), Schoderleh (82), Steinhäusl (543) és Unterthurm (209).
A környező önkormányzatok: északkeletre Maria Anzbach, keletre Eichgraben, délkeletre Pressbaum, délre Klausen-Leopoldsdorf, délnyugatra Brand-Laaben, nyugatra Neustift-Innermanzing, északnyugatra Neulengbach.

## Története
Altlengbachot 1150-ben említik először, ekkor a Lengbach család birtoka volt. A család 1236-os kihalásáig az Osztrák Hercegség befolyásos főnemesei közé tartozott; tagjai keresztes háborúkban vettek részt és a regensburgi székesegyház birtokait felügyelték. 1192-ben Neulengbachba költöztek, és ott új várat építettek. Kihalásuk után az altlengbachi vár a hercegre szállt vissza, elhagyatottá vált és pusztulásnak indult. A templomot és a plébániát viszont megerődítették. 1400 körül az akkor birtokosok, a Fallbach család új várat épített Außerfurth közelében. Tulajdonosai gyakran változtak, 1401-ben a a Wallsee nemzetségé lett, akik elzálogosították a Fronauereknek. 1500 körül a millstatti Szent György-rendhez került, 1540 után ismét világi kézre jutott. Bécs 1529-es és 1683-as ostromai során a törökök kifosztották és felgyújtották a falut. 
Altlengbach községi önkormányzata 1850-ben alakult meg. 1980-ban mezővárosi rangra emelték. 

## Lakosság
Az altlengbachi önkormányzat területén 2024 januárjában 3223 fő élt. Lakosságszáma 1961 óta gyarapodó tendenciát mutat. 2022-ben az ittlakók 90,9%-a volt osztrák állampolgár; a külföldiek közül 1,5% a régi (2004 előtti), 4,7% az új EU-tagállamokból érkezett. 1,3% a volt Jugoszlávia (Horvátország és Szlovénia kivételével) vagy Törökország; 1,6% egyéb ország polgára volt. 2001-ben a lakosok 78,4%-a római katolikusnak, 2,9% evangélikusnak, 0,4% ortodoxnak, 2% mohamedánnak, 13,7% pedig felekezeten kívülinek vallotta magát. Ugyanekkor a legnagyobb nemzetiségi csoportot a németek (93,7%) mellett a magyarok alkották 1%-kal. 
A népesség változása:

| 2016 | 2 800 |
| 2018 | 2 927 |

## Látnivalók
- a Szt. Simon és Júdás-plébániatemplom
- az 1400 körül épült altlengbachi vár romjai

## Fordítás
- Ez a szócikk részben vagy egészben  az   Altlengbach című német Wikipédia-szócikk ezen változatának fordításán alapul.  Az eredeti cikk szerkesztőit annak laptörténete sorolja fel. Ez a jelzés csupán a megfogalmazás eredetét és a szerzői jogokat jelzi, nem szolgál a cikkben szereplő információk forrásmegjelöléseként.